# Friedrich Blaschke (Paläontologe)
Friedrich Blaschke (* 1. Mai 1883 in Wien; † 26. März 1911 in den Rottenmanner Tauern, Steiermark) war ein österreichischer Paläontologe.
Blaschke wurde 1905 an der Universität Wien zum Dr. phil. promoviert. Von 1905 bis 1911 war er am Naturhistorischen Museum Wien angestellt. Zuletzt bekleidete er die Stelle eines Assistenten in der Geologisch-Paläontologischen Abteilung. Blaschke erforschte Evertebrata aus dem Mesozoikum. Am 26. März 1911 starb er in den Rottenmanner Tauern durch ein Lawinenunglück.

## Veröffentlichungen (Auswahl)
- Zur paläontologischen Phylogenie der Insekten. Nach einem Vortrag des Herrn Custos Handlirsch. In: Mitteilungen des Naturwissenschaftlichen Vereins an der Universitaet Wien 1, 1903, S. 59–62 (zobodat.at [PDF; 1,9 MB]).
- Rekonstruktion versunkener Kontinente. Vortragsauszug. In: Mitteilungen des Naturwissenschaftlichen Vereins an der Universitaet Wien 2, 1904, S. 65–68 (zobodat.at [PDF; 2 MB]).
- Die Gastropodenfaune der Pachycardienstuffe der Seiseralpe in Südtirol, nebst einem Nachtrag zur Gastropodenfauna der roten Raibler Schichten vom Schlernplateau. In: Beiträge 17, Wien 1905, S. 161–221 (zobodat.at [PDF; 5,5 MB]).
- Geologisch-petrographische Exkursion des naturwissenschaftlichen Vereines, Ostern 1905. II. Das vicentinische Tertiär und Recoaro. In: Mitteilungen des Naturwissenschaftlichen Vereins an der Universitaet Wien 4, 1906, S. 96–102 (zobodat.at [PDF; 2,9 MB]).
- Einsendungen und Besprechungen. In: Mitteilungen der Geologischen Gesellschaft 1, 1908, S. 504–514 (zobodat.at [PDF; 1,1 MB]).
- Geologische Beobachtungen aus der Umgebung von Leutschach bei Marburg. In: Verhandlungen der Geologischen Reichsanstalt 1910, S. 51–56 (zobodat.at [PDF; 581 kB]).
- Zur Tithonfauna von Stramberg in Mähren. In: Annalen des Naturhistorischen Museums in Wien 25, 1911, S. 143–222 (zobodat.at [PDF; 16,4 MB]).